# 조상희
조상희(1960년 10월 8일 ~ )는 대한민국의 대한법률구조공단 이사장이였다.

## 학력
- 1984.2. 서울대학교 법과대학 졸업
- 1984.11. 제26회 사법시험 합격
- 1986.2. 서울대학교 대학원 법학과 졸업(법학석사:헌법,교육법)
- 1995.8. 서울대학교 대학원 법학과 박사과정 이수(전공:행정법)
- 1999.3. - 현재 포항공과대학교 겸직교수(‘법률의 세계’, ‘지적재산권법의 이해’ 담당)
- 2004 - 현재 건국대학교 법과대학 교수 겸 변호사

## 경력
- 1988.2. 사법연수원(제17기) 수료
- 1991.2. 해군법무관(제2함대 군판사) 제대
- 1991.3. - 1994.7. 변호사(김&장법률사무소): Project Financing, Tax
- 1994.7. - 1996.8. 판사(서울지방법원)
- 1996.10. - 1998.12. 변호사(법무법인 율촌): 행정소송 및 조세소송
- 1999.1. - 2018.05 변호사 조상희 사무소
- 2018.06 ~ 2019.12 - 제13대 대한법률구조공단 이사장

## 시민사회단체활동
- 1994.2. - 1995.2. 서울지방변호사회 <시민과 변호사> 편집위원
- 1998.5. - 2000.5. [민주사회를 위한 변호사모임] 교육문화위원회 위원장
- 1998.6. - 2001.5. [사단법인 참교육을 위한 전국 학부모회] 이사
- 1998.11. - 2000.11. 교육방송(EBS) 라디오 ‘정보광장’의 시사법률코너 진행
- 1999.1. - 2002.2. ‘언론개혁시민연대’ 언론피해법률지원본부 변호사
- 1999.5. - 현재 ‘서초ㆍ강남교육시민모임’ 운영위원
- 1999.7. - 현재 [전국교직원노동조합] 고문변호사
- 2000.3. - 현재 학교법인 지산학원 관선이사
- 2000.5. - 현재 한국기자협회 홈페이지 언론법률상담 변호사
- 2002.3. - 현재 교육인적자원부 고문변호사

## 라디오

### MBC 표준FM
- 조상희의 생활법률 (2000년 10월 16일 ~ 2006년 4월 23일)